# Шпитко Осип Степанович
Осип Степанович Шпитко́ (7 квітня 1869, с. Городниця, нині Гусятинського району — 1942, м. Ріо-де-Жанейро) — український та бразилійський письменник і публіцист.

## Життєпис
Народився 7 квітня 1869 року в с. Городниця (нині Гусятинського району; за іншими відомостями — у містечку Говилові Копичинецького повіту, нині село Теребовлянського району, обидва населені пункти нині в межах Тернопільської області, Україна).
Закінчив нормальну школу у Говилові Великому Гусятинського повіту. Навчався в учительській семінарії у Тернополі. Змінив безліч професій; іноді заробляв на прожиток грою на більярді та картярством. Три роки працював актором провінційних театрів на Галичині (по дрібних містечках, відтак у Львові). Починав віршувати польською мовою (друкувався у журналі «Monitor»). Писав музику до власних польських та українських текстів, диригував хорами. 1899 року став співробітником газети «Діло»; редагував «Буковину» в Чернівцях.
Видав кілька сатирично-гумористичних книжок («Пекельні листи (Антихриста до Люцифера)», «Новомодний співаник», «Хруніяда»). Твори в цьому жанрі підписував псевдонімом Гриць Щипавка. 1901 року опублікував у «Літературно-науковому віснику» автобіографічну повість «Вирід», яку було перевидано 2000 року.
Належав до літературної групи «Молода муза» (1906—1907). Серед його інших творів — ліричні вірші, новела «Через неї», оповідання «Іван Підкова».
З 1912 (за іншими відомостями — 1913) року в Бразилії, де писав і португальською мовою: «Потойбічні поезії», «Історія виродка», «Макабричний танок смерті» та найвідоміша його книжка цього періоду — збірка новел «No túmulo da vida» («На могилі життя», 1930).
|                     | Хто з тих, що пам’ятають «добрі» довоєнні часи, не пам’ятають Гриця Щипавки (Осипа Шпитка) — цього… знаменитого товариша забави, від якого дотепу — бурлескного і вульгарного, та зате геніального — люди рачкували по долівці? Хто не тремтів перед його язиком, а ще більше перед його кулаками? Хто, читаючи молодим його автобіографічний роман «Вирід», що був передтечею оповідань Джека Лондона або Лока, не нагадує ще й тепер цього тремтіння душі, яке цей зідеалізований в романі анархіст життя будив у ньому, родячи заздрість, а заразом подив для героя, що так безпардонно обнажив себе перед читачем? Хто ще сьогодні не засміється сам до себе, як випадково нагадає одну з клясичних пародійованих коляд Гриця Щипавки, або пародію з Шевченка, що починалася словами: «Жидок паршивий коло хати…»? Або ті невмирущі вульгарні «Листи з пекла»… |
| — Петро Карманський | |

Помер 1942 року в м. Ріо-де-Жанейро (Бразилія).

## Творчий доробок
Автор
- автобіографічного твору «Вирід» (1930)

сатирично-гумористичних збірок
- «Пекельні листи Антихриста до Люцифера»
- «Новомодний співаник»
- «Хруніяда»

збірки оповідань
- «No tumulo da vida» («У могилі життя», 1930).